# Exodo
Exodo är en udde i Antarktis. Den ligger i Västantarktis. Argentina, Chile och Storbritannien gör anspråk på området.
Terrängen inåt land är platt österut, men västerut är den kuperad. Havet är nära Exodo åt sydost.  Trakten är obefolkad. Det finns inga samhällen i närheten.